# Best Buy
Best Buy je maloobchodní prodejce spotřební elektroniky. Ve Spojených státech amerických a Kanadě má tržní podíl zhruba 19 %, ale funguje také ve Spojených státech mexických a Číně.
Ústředí společnosti je v Richfieldu v Minnesotě.